# 2022年の経済
2022年の経済（2022ねんのけいざい）では、2022年の経済分野に関する出来事について記述する。
2021年の経済 - 2022年の経済 - 2023年の経済

## できごと

### 1月
- 1日 - 地域的な包括的経済連携協定が10カ国で発効した[1]。
- 3日
  -  トルコ統計局は12月の消費者物価(CPI)が前年比36.08%増と発表した。2002年以来の高水準。生産者物価(PPI)は19.08%増[2]。
  -  アメリカ合衆国株式市場のSP 500は過去最高の4796.56で終えた[3]。
- 4日
  -  アメリカ合衆国株式市場のダウ平均株価は過去最高の3万6799.65ドルで終えた[4]。
  -  アメリカ合衆国の労働省は11月の自発的離職者数が過去最高の452.7万人と発表した[5]。
  -  日本の円は対米ドルで一時115.81円となった。5年ぶりのドル高・円安[6]。
  -  フィリピンの中央銀行は 日本との通貨スワップ取極を延長すると発表した。フィリピンの上限額は120億ドル[7]。
  -  ポーランドの中央銀行は政策金利を0.5%上げ2.25%とした[8]。
  -  中華民国(台湾)の株価指数、加権指数が過去最高の1万8526.35で終えた[9]
- 7日
  -  アメリカ合衆国の労働省は12月の失業率が前月比0.3%減の3.9%と発表した。非農業部門雇用者数は前月比19.9万人増[10]。
  -  日本は11月の消費支出が前年比1.3%減と発表した[11]。
  - 欧州連合統計局は12月の物価(HICP速報値)が前年比5%上昇と発表した。過去最大の伸び[12]。
  -  中国黒竜江省鶴崗市の「財政破綻」が明らかになった。省直下の市としては初めて[13]。
- 10日 - 欧州連合の統計局は11月のユーロ圏失業率が前月比0.1%改善し7.2%と発表した。EU全体では0.2%改善し6.5%[14]。
- 12日
  -  日本の財務省は11月の経常収支が8973億円の黒字と発表した。第1次所得収支は1兆7907億円の黒字[15]。
  -  アメリカ合衆国商務省は12月の物価(CPI)が前年比7.0%増と発表した。39年ぶりの高水準[16]。
- 13日 - 日本取引所グループは「上場会社による新市場区分の選択結果」を発表した[17]。
- 14日
  -  ドイツの連邦統計庁は2021年の国内総生産(速報値)が2.7%増と発表した[18]。
  -  韓国の中央銀行は政策金利を0.25%上げ1.25%とした[19]。
- 17日 -  マレーシアの国際貿易産業相は地域的な包括的経済連携協定の寄託書を提出したと発表した。3月18日に発効する[20]。
- 18日
  -  中国は10-12月の国内総生産が前年比4.0%増と発表した。通年では8.1%増[21]。
  -  香港は10-12月の失業率が3.9%と発表した。9-11月より0.2%改善[22]。
  -  日本企業が2021年に発行した社債は過去最高の総額約31兆円となった[23]。
  -  アメリカ合衆国のマイクロソフトはアクティビジョンを現金687億ドルで買収すると発表した。ゲーム会社として売上高世界3位となる見通し[24]
- 19日
  - 欧州中央銀行は11月のユーロ圏の経常収支が236.2億ユーロの黒字と発表した[25]。
  -  イギリス国立統計局は12月の物価(CPI)が前年比5.4%上昇と発表した。30年ぶりの大幅上昇[26]。
  -  カナダ統計局は12月の物価(CPI)が前年比4.8%上昇と発表した。30年ぶりの高水準[27]。
  -  中国の中央銀行は人民元の対ドル基準値を6.3485元に設定した。2018年5月以来の元高[28]。
  -  ドイツの長期金利がプラス0.25%に一時浮上した。2019年以来のプラス圏[29]。
  -  アメリカ合衆国の原油先物WTIは86.94ドル、 イギリスの北海ブレント先物は88.95ドルとなった。共に2014年以来の高値[30]
- 20日
  -  アメリカ合衆国のニューヨーク市長は給与を暗号資産で受取ると発表した[31]
  - 欧州連合統計局は12月のユーロ圏消費者物価指数(改定値)が前年比5.0%上昇と発表した。過去最大の上昇[32]。
- 21日 -  日本の総務省は12月の物価(生鮮食品を除く)が前年比0.5%上昇と発表した[33]。
- 25日
  -  韓国中央銀行は10-12月の国内総生産が4.0%増と発表した。11年ぶりの高水準[34]。
  -  オーストラリア連邦統計局は10-12月の物価(CPI)が前年比3.5%増と発表した。7年半ぶりの高い伸び[35]。
- 26日 -  アメリカ合衆国の電気自動車大手・テスラの2021年12月期決算において、最終利益が前年度比7.7倍となる55億1900万ドル（約6300億円）に上ることを発表[36]。
- 27日
  -  アメリカ合衆国商務省は2021年の国内総生産が5.7%増と発表した。37年ぶりの高成長[37]。
  -  ニュージーランド統計局は10-12月の物価(CPI)が前年比5.9%増と発表した。30年ぶりの高水準[38]。
  -  アメリカ合衆国の天然ガス先物は一時過去最大の上げ(72%高)を記録し、急落した[39]
- 28日
  -  フランス国立統計経済研究所は2021年の国内総生産が7%増と発表した。52年ぶりの大幅成長[40]。
  -  スペインの統計局は2021年の国内総生産(速報値)が5%増と発表した。20年ぶりの高い伸び[41]。
  -  アメリカ合衆国商務省は12月の物価(PCE)が前年比5.8%増と発表した。39年半ぶりの高水準[42]。
  -  イギリスの北海ブレント先物は一時91.70ドルとなり、2014年以来の高値。 アメリカ合衆国の原油先物WTIは一時88.84ドル、7年ぶり高値[43]
  -  香港政府統計処は10-12月の国内総生産(推定値)が前年比4.8%増と発表した。通年では6.4%増[44]。
  -  フランス国立統計経済研究所は2021年の国内総生産(速報値)が前年比7.0％増と発表した[45]。
- 31日
  -  日本のソニー・インタラクティブエンタテインメント（SIE）が アメリカ合衆国の有力ゲームメーカー・バンジーを36億ドル（約4100億円）で買収することを発表[46]。
  - 欧州連合の統計局は10-12月のユーロ圏域内総生産が年率前期比1.2%増と発表した。通年では5.2%増[47]。

### 2月
- 1日
  -  ドイツの自動車大手・ダイムラーがこの日付けで社名を「メルセデス・ベンツ・グループ」に変更[48]。
  -  検索大手Googleの持株会社・アルファベットは、2021年10月から12月期決算において、純利益が206億4200万ドル、売上高も753億2500ドルといずれも過去最高を記録したことを発表[49]。
  -  韓国でも地域的な包括的経済連携協定(RCEP)が発効した[50]。
  - 欧州連合の統計局は12月のユーロ圏失業率が7.0%と発表した。過去最低(統計開始1998年)[51]。
  -  アメリカ合衆国の労働省は12月の求人件数が過去最高に近い1090万件と発表された[52]。
  -  日本の総務省は12月の完全失業率が2.7％と発表した。前月比0.1%改善。就業者数は前月比49万人増と1986年以来の高い増加幅[53]。
- 2日
  -  カナダ統計局は10-12月の国内総生産が年率前期比6.3%増と発表した[54]。
  - 欧州連合統計局は1月のユーロ圏消費者物価指数(速報値)が前年比5.1%上昇と発表した。過去最大の上昇[55]。
  -  ブラジルの中央銀行は政策金利を0.15%引き上げ10.75%とした[56]。
- 3日 -  イギリスの中央銀行は政策金利を0.25%引き上げ0.5%とした。量的引き締めも開始[57]。
- 4日
  -  カナダの統計局は1月の失業率が6.5%と発表した[58]。
  -  アメリカ合衆国の労働省は1月の失業率が前月比0.1%悪化の4%と発表した。非農業部門雇用者数は前月比46.7万人増。平均賃金は前年比5.7%増[59]。
  -  日本の長期金利が0.2%に一時上昇した。6年ぶりの水準[60]。
  -  アメリカ合衆国の原油先物WTIは92.31ドル、 イギリスの北海ブレント先物は93.27ドルで終えた。共に2014年の高値[61]
- 8日
  -  日本の財務省は12月の経常収支が3708億円の赤字と発表した。第1次所得収支は3988億円の黒字。暦年の経常収支は15兆4359億円の黒字[62]。
  -  ポーランドの中央銀行は政策金利を0.5%引き上げ2.75%とした[63]。
- 10日
  -  日本の西武ホールディングスが東京都や札幌市、広島市などにあるホテル、新潟県・苗場スキー場など31施設を約1500億円で シンガポールの政府系投資ファンド・シンガポール政府投資公社（GIC）に売却することを発表[64]。
  -  サウジアラビアの統計総局は10-12月の国内総生産(速報値)が前年比6.8%増と発表した。通年は3.3%増[65]。
  -  韓国の中央銀行は2021年の経常収支(速報値)が883億ドルの黒字と発表した。前年比16.3%増[66]。
  -  アメリカ合衆国商務省は1月の物価(CPI)が前年比7.5%増と発表した。40年ぶりの高い伸び。食品とエネルギーを除いたコア指数は前年比6.0%増[67]。
  -  ペルーの中央銀行は政策金利を0.5%引き上げ3.5%とした[68]。
  -  日本の長期金利が一時、6年ぶりの高水準0.23%となった。中央銀行は10年債の指値オペ(0.25%)を発表した[69]。
- 11日
  -  イギリスの国立統計局は10-12月の国内総生産が前期比1.0%減と発表した。前年比6.6%増。通年では過去最大(統計開始1948年)の伸び、7.5%増[70]。
  -  マレーシアの中央銀行は10-12月の国内総生産が前年比3.3%増と発表した[71]。
  -  ロシアの中央銀行は政策金利を1%引き上げ9.5%とした[72]。
  -  メキシコの中央銀行は政策金利を0.5%引き上げ6%とした[73]。
  -  アメリカ合衆国の原油先物WTIは93.10ドル、 イギリスの北海ブレント先物は94.44ドルで終えた。共に2014年以来の高値[74]
- 14日
  -  日本の楽天グループは2021年12月期の連結決算で、純損益が過去最大となる約1338億円の赤字になったことを発表。赤字は3期連続。携帯電話事業での通信網の設備投資などが重荷になった[75]。
  -  ヤマダホールディングスは、昨年子会社となった大塚家具が5月にヤマダデンキに吸収合併することを発表。合併により店舗ブランド名は残ったが社名は消滅した[76]。
  -  アメリカ合衆国の原油先物WTIは96.48ドル、 イギリスの北海ブレント先物は95.46ドルで終えた。共に2014年以来の高値[77]
- 15日 - 欧州連合の統計局は10-12月のユーロ圏域内総生産(改定値)が前期比0.3%増と発表した。前年比は4.6％増[78]。
- 16日
  -  ノルウェーの統計局は2021年の国内総生産が前年比4.2%増と発表した。14年ぶりの高成長[79]。
  -  イギリス国立統計局は1月の物価(CPI)が前年比5.5%上昇と発表した。30年ぶりの大幅上昇[80]。
  -  カナダ統計局は1月の物価(CPI)が前年比5.1%上昇と発表した。30年ぶりの高い伸び[81]。
- 17日 -  アルゼンチンの中央銀行は政策金利を2.5%上げ42.5%とした[82]。
- 18日
  -  ロシアの連邦統計局は2021年の国内総生産が前年比4.7%増と発表した。13年ぶりの高成長[83]。
  -  インドネシアの中央銀行は2021年の経常収支が33億ドルの黒字と発表した。黒字は10年ぶり[84]。
  - 欧州中央銀行は2021年のユーロ圏の経常収支が3100億ユーロの黒字と発表した。黒字幅は域内総生産の2.6%[85]。
  -  フランスの国立統計経済研究所は10-12月の失業率が7.4%で13年ぶりの低水準と発表した。若年層は15.9%で1981年以来の低水準[86]。
- 22日 -  ハンガリーの中央銀行は政策金利を0.5%上げ3.4%とした[87]。
- 23日 -  ニュージーランドの中央銀行は政策金利を0.25%上げ1%とした[88]。
- 24日
  -  アメリカ合衆国商務省は10-12月の国民総生産(改定値)が年率変換前期比7.0%増と発表した[89]。
  -  ロシアルーブルは対米ドルで一時89.60ルーブルとなった。過去最安値[90]。
  -  アメリカ合衆国の原油先物WTIは一時100.54ドル、 イギリスの北海ブレント先物は一時105.79ドルで、共に2014年以来の高値[91]
- 25日
  -  メキシコの国立統計地理情報院は2021年の国民総生産(確定値)が前年比5.0%増と発表した[92]。
  -  ドイツの連邦統計庁は10-12月の国内総生産が0.3%減と発表した[93]。
  -  アメリカ合衆国商務省は1月の物価(PCE)が前年比6.1%増と発表した。40年ぶりの高い伸び。食品とエネルギーを除いたコア指数は前年比5.2%増[94]。
- 26日 -  ロシアを国際銀行間通信協会から排除する合意が発表された[95]。
- 28日
  -  ロシアの中央銀行は政策金利を10.5%上げ20%とした[96]。
  -  トルコ統計庁は10-12月の国内総生産が前年比9.1%増と発表した。通年では11.0%増[97]。
  -  中国の中央銀行は人民元の対ドル基準値を6.3222元に設定した。2018年4月以来の元高[98]。

### 3月
- 1日 -  ロシア首相は外国人投資家によるロシア資産売却を一時的に禁止すると発表した。投資引き揚げが加速していた[99]。
- 2日
  -  日本の財務省は10-12月の法人企業統計で設備投資額は前期比3.4%増と発表した。前年比5.7%増収、24.7%増益[100]。
  -  ドイツの長期実質利回りが一時、過去最低の-2.239%となった[101]。
  - 欧州連合統計局は2月の物価(HICP)が前年比5.4%増と発表した。過去最高を更新。食品とエネルギーを除いたインフレ率は前年比2.9%増[102]。
  -  カナダの中央銀行は政策金利を0.25%上げ0.5%とした[103]。
- 3日
  -  ロシアルーブルは対ドルで一時過去最安値、118.35ルーブルとなった[104]。
  -  韓国中央銀行は10-12月の国内総生産(暫定値)が前期比1.2%増と発表した。通年では4.0%増[105]。
  -  トルコ統計局は2月の物価(CPI)が前年比54.44%増と発表した。20年ぶりの高い伸び[106]。
  -  オランダの天然ガス先物TTFは一時、過去最高の199ユーロとなった[107]。
- 4日
  -  ロシアの中央銀行はモスクワ証券取引所での株式取引停止を続けると発表した。28日から一部を除き停止している[108]。
  - ユーロは対スイスフランで7年ぶり安値1.0025フランとなった。対ポンドでは6年ぶりの安値、対ドルでは2年ぶりの安値[109]。
  -  ブラジルの地理統計院は10-12月の国内総生産が前期比0.5％増と発表した。通年では前年比4.6%増[110]。
  -  イタリアの国家統計局は10-12月の国民総生産(改定値)が前期比0.6%増と発表した。前年比では6.2%増[111]。
  -  日本の総務省は1月の完全失業率が2.8％と発表した。前月比0.1%悪化。就業者数は前月比19万人減[112]。
  -  アメリカ合衆国の労働省は2月の失業率が前月比0.2%改善の3.8%と発表した。非農業部門雇用者数は前月比67.8万人増。平均賃金は横ばい[113]。
  -  タイ商務省は2月の物価(CPI)が前年比5.28%増と発表した。13年ぶりの高い伸び。生鮮食品とエネルギーを除いたコア指数は前年比1.8%増[114]。
  -  アメリカ合衆国の原油先物WTIは13年ぶりの高値115.68ドルで終えた[115]、 イギリスの北海ブレント先物は一時118ドルを突破し、9年ぶりの高値[116]。
- 7日
  -  ドイツの長期実質利回りが一時、過去最低の-2.531%となった[117]。
  -  アメリカ合衆国の原油先物WTIは一時14年ぶりの高値130.50ドル、 イギリスブレントは一時14年ぶりの高値139.13ドルとなった[118]。
- 8日
  -  イギリスのロンドン金属取引所(英語版リンク)のニッケルが一時過去最高の10万1365ドルとなり、取引停止となった[119]。
  - 欧州連合の統計局は10-12月のユーロ圏域内総生産(確報値)が前期比0.3%増と発表した。前年比は4.6％増[120]。
  -  日本の財務省は1月の経常収支が8年ぶりの赤字幅、1兆1887億円と発表した。第1次所得収支は1兆2890億円の黒字[121]。
  -  アメリカ合衆国の原油先物WTIは13年ぶりの高値123.70ドルで終えた[122]、 イギリスの北海ブレント先物は一時118ドルを突破し、9年ぶりの高値[116]。
  -  オランダの天然ガス先物価格は一時、32%の上昇となった[123]。
  -  南アフリカ共和国の統計局は10-12月の国内総生産が前期比1.2%増と発表した。通年は4.9％増[124]。
- 9日
  -  日本の内閣府は10-12月の国内総生産(2次速報)が年率換算で前期比4.0%増と発表した[125]。
  -  中国国家統計局は2月の物価(CPI)が前年比0.9%増と発表した。工業生産者物価指数(PPI)は8.8%増[126]。
  -  ロシアの国内取引でルーブルは対ドルで最安値の120ルーブルで取引を終えた。対ユーロでは最安値127ルーブル[127]。
- 10日 -  アメリカ合衆国労働省は2月の物価(CPI)が前年比7.9%増と発表した。40年ぶりの高い伸び。食品とエネルギーを除いたコア指数は前年比6.4%増[128]。
- 11日
  -  韓国の中央銀行は1月の経常収支(速報値)が18.1億ドルの黒字と発表した[129]。
  -  カナダの統計局は2月の失業率が2019年6月以来の低水準、5.5%と発表した[130]。
  -  日本は1月の消費支出が前年比6.9%増と発表した[131]。
  -  日本円は対ドルで5年2か月ぶり安値117.35円となった[132]。
- 12日 - 欧州連合は ロシアの7銀行を国際銀行間通信協会から除外するよう命じた。7銀行は、Открытие (банк)、Новикомбанк、Промсвязьбанк、Россия (банк)、Совкомбанк、ВЭБ.РФ、VTB銀行[133]。
- 14日 -  ロシアの財務相は外貨準備約6400億ドルのうち約3000億ドルが凍結されたことを発表した[134]。
- 15日
  -  イギリスの統計局は11-1月の失業率が3.9%と発表した。2019年以降で最低水準[135]。
  -  香港株式市場のハンセン指数は6年1カ月ぶりの安値の18415.08で終えた[136]。
- 16日
  -  アメリカ合衆国の中央銀行は政策金利を0.25%上げ0.25〜0.5%とした。年末までに更に1.5%利上げする見通し[137]。
  -  ブラジルの中央銀行は政策金利を1%上げ11.75%とした[138]。
  -  ニュージーランドの統計局は2021年の経常収支が202億NZドルの赤字と発表した[139]。
  -  韓国の2月の失業率が前月比1.5％改善の3.4%と発表した。2月としては過去最低水準[140]。
- 17日
  -  イギリスの中央銀行は政策金利を0.25%上げ0.75%とした[141]。
  -  中華民国(台湾)の中央銀行は政策金利を0.25%上げ1.375%とした[142]。
  -  ニュージーランドの統計局は10-12月の国内総生産が前期比3.0%増と発表した[143]。
  -  オーストラリアの統計局は2月の失業率が4.0%と発表した。先月より0.2%低下し過去最低水準(統計開始1974年)に並んだ[144]。
  -  日本の中央銀行は12月末の家計の金融資産は前年比4.5%増、過去最大の2023兆円と発表した。企業の金融資産は前年比5.9%増の1279兆円[145]。
  -  イギリスの肥料価格指数は過去最高値になった。輸出首位の ロシアの供給停止による[146]。
- 18日
  -  ブラジルの地理統計研究所は11-1月の失業率が11.2%と発表した。2016年以来の低水準[147]。
  -  日本円は対ドルで6年1か月ぶり安値119.40円となった[148]。
  -  マレーシアで地域的な包括的経済連携協定(RCEP)が発効した[149]。
- 22日
  -  スイスの中央銀行は10-12月の経常収支の黒字が140億スイスフランと発表した[150]。
  -  ハンガリーの中央銀行は政策金利を1%上げ4.4%とした。14年半ぶりの高いインフレ率が発表されていた[151]。
- 23日
  -  イギリス国立統計局は2月の物価(CPI)が前年比6.2%上昇と発表した。30年ぶりの大幅上昇[152]。
  -  シンガポール政府は2月の物価(CPI)が前年比4.3%上昇と発表した。9年ぶりの大幅上昇[153]。
- 24日
  -  アメリカ合衆国の商務省は2021年の経常収支の赤字が過去最大の8216億ドルと発表した。前年比33.4%増[154]。
  -  アメリカ合衆国の労働省は19日までの1週間の新規失業保険申請件数が52年半ぶりの低水準、18.8万件と発表した[155]。
  -  メキシコの中央銀行は政策金利を0.5%引き上げ6.5%とした[156]。
  -  ノルウェーの中央銀行は政策金利を0.25%引き上げ0.75%とした[157]。
  - 国際金融協会は 中国から「前例のない」規模の資本流出を検知した。外国人投資家の中国国債保有も過去最大の減少[158]。
- 25日
  -  スペインの国家統計局は10-12月の国内総生産(確報値)が前期比2.2%増と発表した。通年では5.1%増[159]。
  -  日本の総務省は3月の東京都区部の物価(除く生鮮食品CPI)が前年比0.8%増と発表した。生鮮・エネルギーを除くと0.4%減[160]。
  -  日本円は対ドルで6年3か月ぶり安値122.43円となった[161]。
- 28日 -  日本円は対ドルで6年7か月ぶり安値125.09円となった[162]。
- 29日
  -  日本の総務省は2月の失業率が前月比0.1%改善の2.7%と発表した[163]。
  -  アメリカ合衆国の労働省は3月の失業率が前月比0.2%改善の3.6%と発表した。非農業部門雇用者数は前月比43.1万人増[164]。
- 30日
  -  中国国家外貨管理局の2021年の経常収支が2兆445億元の黒字と発表した。ドル換算では3173億ドル[165]。
  -  日本の帝国データバンクは1-3月の電力小売事業者の倒産が過去最大の14件と発表した。原油や液化天然ガスの価格高騰のため電力事業で利益を確保できない[166]。
- 31日
  -  インドの中央銀行は10-12月の経常収支が230億ドルの赤字と発表した。国内総生産比2.7%[167]。
  -  イギリスの国立統計局は10-12月の国内総生産が前期比1.0%減と発表した。前年比6.6%増。通年では過去最大(統計開始1948年)の伸び、7.5%増[70]。
  -  アメリカ合衆国の大統領は5月から石油備蓄を1日あたり100万バレル放出すると表した。6か月間で1.8億バレル[168]。
  -  オーストラリアの連邦統計局は12月-2月の求人件数が過去最高の42万3500件と発表した。失業率は4.0%[169]。
  -  ブラジルの地理統計研究所は12-2月の失業率が11.2%と発表した[170]。

### 4月
- 1日
  -  アメリカ合衆国の国債市場で5年物と30年物の利回り曲線が逆転した。2006年以来[171]。
  - 欧州連合統計局は3月の物価(HICP)が前年比7.5%増と発表した。過去最高を更新。食品とエネルギーを除いたインフレ率は前年比3.2%増[172]。
- 4日
  -  東京証券取引所の新市場区分「プライム」「スタンダード」「グロース」がスタートした[173]。
  -  オーストラリアの政府統計局は12-2月の求人件数が42万3500件と発表した。記録的高水準。求人を出している企業は過去最高水準の23.5%[174]。
  -  トルコ統計局は3月の物価(CPI)が前年比61.14%増と発表した。20年ぶりの高い伸び[175]。
- 5日
  -  日本は2月の消費支出が前年比1.1%増と発表した[176]。
  -  タイ商務省は3月の物価(CPI)が前年比5.73%増と発表した。13年ぶりの高い伸び。生鮮食品とエネルギーを除いたコア指数は前年比2.0%増[177]。
  -  韓国の統計局は3月の物価(CPI)が4.1%増と発表した。食料品と燃料を除くと2.9%増と2009年6月以来[178]。
- 6日-  ハンガリーの首相は ロシア産天然ガスをルーブルで支払うと表明した。3月末、ロシアは「非友好国」企業に対し天然ガス料金をルーブルで払うよう義務付け、G7は拒否していた[179]。
- 7日
  -  シンガポール労働省は2月の失業率が2.1%と発表した。前月から0.2%改善[180]。
  -  ペルーの中央銀行は政策金利を0.5%引き上げ4.5%とした[181]。
  -  アメリカ合衆国のニューヨーク・マーカンタイル取引所の天然ガス先物価格は2008年12月以来の高値で終えた[182]。
- 8日
  -  韓国の中央銀行は2月の経常収支(速報値)が64.2億ドルの黒字と発表した。22か月連続黒字[183]。
  -  カナダの統計局は3月の失業率が過去最低水準、5.3%と発表した[184]。
  -  スリランカの中央銀行は政策金利を7%引き上げた[185]。
  -  ロシアの中央銀行は政策金利を3%下げ17%とした[186]。
  -  国際連合食糧農業機関によると3月の世界食料価格が過去最高の13％上昇と報道された[187]。
  -  マレーシアの統計局は2月の失業率(速報値)が4.1%と発表した[188]。
- 11日 -  トルコ統計局は2月の失業率が10.7%と発表した。8か月ぶりの低水準[189]。
- 12日
  -  スリランカの中央銀行は対外債務返済を一時停止すると発表した[190]。
  -  イギリスの国立統計局は12-2月の失業率が3.8%と発表した。1974年以降で最低水準[191]。
  -  アメリカ合衆国労働省は2月の物価(CPI)が前年比8.5%増と発表した。1981年12月以来の高い伸び。食品とエネルギーを除いたコア指数は前年比6.5%増[192]。
- 13日
  -  イギリス国立統計局は3月の物価(CPI)が前年比7.0%上昇と発表した。30年ぶりの大幅上昇[193]。
  -  中国税関総署は1-3月の輸出入額が対ASEANで1兆3500億元、対EUで1兆3100億元と発表した。ASEANがEUを抜いた[194]。
  -  カナダの中央銀行は政策金利を0.5%引き上げ、1%とした[195]。
  -  アルゼンチンの中央銀行は政策金利を2.5%引き上げ、47%とした[196]。
- 14日
  -  韓国企画財政部は韓国と アラブ首長国連邦の中央銀行が通貨スワップ契約を延長したと発表した。規模は6.1兆ウォン/200億ディルハム[197]。
  -  韓国の中央銀行は政策金利を0.25%引き上げ、1.5%とした[198]。
  -  アメリカ合衆国のNYMEXの天然ガス先物は13年ぶりの高値を更新した[199]。
- 15日 -  日本円は対ドルで20年ぶり安値126円台後半となった[200]。
- 18日 -  アメリカ合衆国のNYMEXの天然ガス先物は13年ぶりの高値を更新した[201]。
- 19日 -  スリランカは国際通貨基金に緊急融資を要請し、検討するとの連絡を受けた[202]。
- 20日
  -  カナダ統計局は3月の物価(CPI)が前年比6.7%上昇と発表した。31年ぶりの大幅上昇[203]。
  -  日本円は対ドルで20年ぶり安値129.43円となった[204]。
- 21日
  -  香港は1-3月の失業率が5.0%と発表した。2期連続の悪化[205]。
  -  ニュージーランド統計局は1-3月の物価(CPI)が前年比6.9%上昇と発表した。32年ぶりの大幅上昇[206]。
- 22日
  - 欧州中央銀行は2月のユーロ圏の経常収支が207.97億ユーロの黒字と発表した[207]。
  -  日本の総務省は3月の全国の物価(除く生鮮食品CPI)が前年比0.8%増と発表した。生鮮・エネルギーを除くと0.7%減[208]。
- 24日 -  モンゴルの中央銀行は政策金利を2.5%引き上げ、9%とした[209]。
- 26日 -  日本の総務省は3月の失業率が前月比0.1%改善の2.6%と発表した[210]。
- 27日
  -  中国国家外貨管理局の1-3月の経常収支(暫定)が895億ドルの黒字と発表した[211]。
  -  オーストラリア連邦統計局は1-3月の物価(CPI)が前年比5.1%増と発表した。21年ぶりの高い伸び[212]。
  - 過去5営業日で20%以上値下がりしていた スリランカ株価(CSE全株指数)が5.43%高で取引を終えた。世界銀行の4億ドルの金融支援合意が好感された[213]。
  -  中央アフリカの大統領府は法定通貨としてビットコインを採用したと発表した[214]。
- 28日
  -  アメリカ合衆国商務省は1-3月の国民総生産(速報値)が年率変換前期比1.4%減と発表した[215]。
  -  ドイツ連邦統計庁は4月の物価(HICP)(速報値)が前年比7.8%上昇と発表した。40年ぶりの高水準[216]。
  -  日本円は対ドルで20年ぶり安値131.25円となった[217]。
  -  スウェーデンの中央銀行は政策金利を0.25%上げ0.25%とした[218]。
- 29日
  - 欧州連合の統計局は1-3月のユーロ圏域内総生産(速報値)が前期比0.2%増と発表した。前年比は5.0％増、物価(HICP)は前年比7.5%増[219]。
  -  アメリカ合衆国労働省は3月の物価(PCE)が前年比6.6%増と発表した。40年ぶりの高い伸び。食品とエネルギーを除いたコアPCEは前年比5.2%増[220]。
  -  ロシアの中央銀行は政策金利を3%下げ14%とした[221]。
  -  メキシコの国立統計地理情報院は1-3月の国民総生産(速報値)が前期比0.9%増と発表した[222]。

### 5月
- 2日 -  アメリカ合衆国の長期金利は一時3.01%まで上昇した。3年5か月ぶりの高水準[223]。
- 3日
  - 欧州連合の統計局は3月のユーロ圏失業率が6.8%と発表した。過去最低(統計開始1998年)を更新[224]。
  -  アメリカ合衆国の労働省は3月の求人件数が1150万件と発表した。過去最高(統計開始2000年)[225]。
  -  韓国の統計局は4月の物価(CPI)が4.8%増と発表した。13年ぶりの高い伸び。食料品と燃料を除くと3.1%増[226]。
  -  オーストラリアの中央銀行は政策金利を0.25%上げ0.35%とした[227]。
- 4日
  -  アメリカ合衆国の中央銀行は政策金利を0.5%上げ0.75〜1%とした[228]。
  -  ニュージーランドの統計局は1-3月の失業率が3.2%と発表した。史上最低(統計開始1986年)の前期と同値[229]。
  -  インドの中央銀行は政策金利を0.4%上げ4.4%とした[230]。
- 5日
  -  イギリスの中央銀行は政策金利を0.25%上げ1%とした。13年ぶりの高水準。資産売却方針を示した[231]。
  -  香港政府統計処は1-3月の国内総生産(速報値)が前年比4%減と発表した[232]。
  -  トルコ統計局は4月の物価(CPI)が前年比69.97%増と発表した。20年ぶりの高い伸び[233]。
  -  アメリカ合衆国のドル指数が20年ぶりの高値をつけた[234]。
  -  アメリカ合衆国のNYMEXで天然ガス先物が14年ぶりの高値、878.3セントで終えた[235]。
  -  チリの中央銀行は政策金利を1.25%上げ8.25%とした[236]。
- 6日
  -  アメリカ合衆国の労働省は4月の失業率が前月比横ばいの3.6%と発表した。非農業部門雇用者数は前月比42.8万人増[237]。
  -  ドイツの長期金利は一時1.2%まで上昇した。8年ぶりの高水準[238]。
  -  カナダの統計局は4月の失業率が過去最低水準、5.2%と発表した[239]。
- 9日 -  チェコの中央銀行は政策金利を0.75%上げ5.75%とした[240]。
- 10日
  -  韓国の中央銀行は3月の経常収支(暫定統計)が67.3億ドルの黒字と発表した。23か月連続黒字[241]。
  -  トルコ統計局は3月の失業率が11.5%と発表した。10か月ぶりの高水準[242]。
  -  日本は3月の消費支出が前年比2.3%減と発表した。前月比は4.1%増[243]。
- 11日
  -  韓国の統計局は4月の失業率が2.7%と発表した。過去最低水準(統計開始1999年)[244]。
  -  アメリカ合衆国労働省は4月の物価(CPI)が前年比8.3%増と発表した。食品とエネルギーを除いたコアPCEは前年比6.2%増[245]。
  -  マレーシアの中央銀行は政策金利を0.25%上げ2%とした[246]。
- 12日
  -  イギリスの国立統計局は1-3月の国内総生産(速報値)が前期比0.8%増と発表した[70]。
  -  日本の財務省は2021年の経常収支が12兆6442億円の黒字と発表した。前年比の22.3%の黒字減少[247]。
  -  ペルーの中央銀行は政策金利を0.5%上げ5%とした[248]。
  -  アルゼンチンの中央銀行は政策金利を2%上げ49%とした[248]。
- 13日
  -  マレーシアの中央銀行は1-3月の国内総生産が前年比5%増と発表した[249]。
  -  香港政府は1-3月の域内総生産が前年比4%減と発表した。前期比では3%減[250]。
  -  ロシア連邦統計局は4月の物価(CPI)が前年比17.83%増と発表した。20年ぶりの高い伸び[251]。
  - 暗号資産時価総額トップ10圏内だった「Terra(LUNA)」(TerraUSD)の価格が99.99%下落した[252]。
  - ユーロは対ドルで5年ぶりの安値、1.0350ドルとなった[253]。
  -  アメリカ合衆国のガソリン先物が過去最高値となった[254]。
  -  インドの商工省は小麦の輸出を一時停止すると発表した。理由は「自国や近隣国の食糧安全保障に対処するため」[255]。
- 16日
  -  トルコ統計局は1-3月の失業率が11.4%と発表した。前期よりやや悪化[256]。
  -  中国国家統計局は4月の若者失業率が18.2%と発表した。過去最高水準[257]。
- 17日
  -  タイの国家経済社会開発委員会は1-3月の国内総生産(速報値)が前年比2.2%増と発表した[258]。
  -  イギリスの国立統計局は1-3月の失業率が3.7%と発表した。48年ぶりの低水準[259]。
- 18日
  -  日本の内閣府は1-3月の国内総生産(1次速報値)が前年比0.2%減と発表した[260]。
  -  ロシアの連邦統計局は1-3月の国内総生産(速報値)が前年比3.5%増と発表した[261]。
  -  カナダ統計局は4月の物価(CPI)が前年比6.8%上昇と発表した。1991年1月以来の大幅上昇。食品とエネルギーを除くと4.6%増[262]。
  -  イギリス国立統計局は4月の物価(CPI)が前年比9.0%上昇と発表した。1982年以来の大幅上昇[263]。
  - 欧州連合統計局は4月のユーロ圏物価(CPI)(改定値)が前年比7.4%増で過去最高と発表した。食品とエネルギーを除くと3.9%増[264]。
- 19日
  - 欧州中央銀行は3月のユーロ圏の経常収支が15.7億ユーロの赤字と発表した。10年ぶりの赤字[265]。
  -  オーストラリアの統計局は4月の失業率が3.9%と発表した。約50年ぶりの低水準[266]。
  -  フィリピンの中央銀行は政策金利を0.25%上げ2.25%とした[267]。
- 20日
  -  日本の総務省は4月の全国の物価(除く生鮮食品CPI)が前年比2.1%増と発表した。7年ぶりの伸び。生鮮・エネルギーを除くと0.8%増[268]。
  -  中国の中央銀行は政策金利(最優遇貸出金利5年超)を0.15%下げ4.45%とした[269]。
  -  アメリカ合衆国株式市場のダウ平均株価は週足で8週連続下落した。1935年以来の最長[270]。
- 23日
  -  米国のジョー・バイデン大統領がインド太平洋経済枠組み（IPEF）の立上げを宣言し、13か国が共同声明を発表した[271][272]。
  -  ペルー国家統計情報庁は1-3月の国民総生産が前年比3.8%増と発表した[273]。
  -  タイ国家経済社会開発委員会は1-3月の失業率が1.53%と発表した[274]。
  -  香港政府統計処は4月の物価(CPI)が前年比1.3%増と発表した[275]。
- 25日
  -  アメリカ合衆国商務省は1-3月の国民総生産(改定値)が年率変換前期比1.5%減と発表した[276]。
  -  ドイツの連邦統計庁は1-3月の国内総生産(改定値)が前期比0.2%増と発表した[277]。
  -  ニュージーランドの中央銀行は政策金利を0.5%上げ2%とした[278]。
  -  アメリカ合衆国のNYMEXで天然ガス先物が13年ぶりの高値、897.1セントで終えた[279]。
- 26日
  -  ロシアの中央銀行は政策金利を3%下げ11%とした[280]。
  -  韓国の中央銀行は政策金利を0.25%引き上げ、1.75%とした[281]。
- 27日
  -  アメリカ合衆国労働省は4月の物価(PCE)が前年比6.3%増と発表した[275]。
  -  日本の財務相は2021年末の対外純資産残高が約411兆円と発表した。31年連続で世界最大[282]。
- 31日
  -  インド当局は1-3月の国内総生産が前年比4.1%増と発表した[283]。
  -  トルコ統計庁は1-3月の国内総生産が前年比7.3%増と発表した[284]。
  -  カナダ統計局は1-3月の国内総生産が年率換算で前期比3.1%増と発表した[285]。
  -  フランス国立統計経済研究所は5月の物価(CPI)(速報値)が前年比5.8%増と発表した。過去最大の伸び(統計開始1990年代初頭)[286]。
  -  ハンガリーの中央銀行は政策金利を0.5%引き上げ、5.9%とした[287]。

### 6月
- 1日
  -  日本のウエルシアホールディングスが共に関西を基盤とするドラッグストアのコクミンと薬局運営を手掛けるフレンチの両社の株式を取得し連結子会社化[288]。
  - クレジットデリバティブ決定委員会は ロシア国債を「支払い不履行」と認定した[289]。
  -  日本の財務省は1-3月の法人企業統計で設備投資額は前期比0.3%増と発表した。前年比5.9%増収、13.7%増益[290]。
  -  カナダの中央銀行は政策金利を0.5%引き上げ、1.5%とした[291]。
- 2日
  -  ブラジルの地理統計院は1-3月の国内総生産が前期比1.0％増と発表した[292]。
  -  日本の総務省は4月の失業率が前月比0.1%改善の2.5%と発表した[293]。
  -  アメリカ合衆国の労働省は5月22〜28日の失業保険受給者数が52年ぶりの低水準、約130万と発表した[294]。
  -  スイス政府は5月の物価(CPI)が前年比2.9%増と発表した。14年ぶりの高水準[295]。
  - 経済協力開発機構は4月の物価(CPI,加重平均)が前年比9.2%増と発表した。33年ぶりの高水準[296]。
  -  ウクライナの中央銀行は政策金利を15%引き上げ、25%とした[297]。
- 3日 -  トルコ統計局は5月の物価(CPI)が前年比73.5%増と発表した。24年ぶりの高い伸び[298]。
- 7日
  -  日本の厚生労働省は4月の実質賃金が前年比1.2%減と発表した。所定内給与は1.1%増[299]。
  -  日本の総務省は4月の消費支出が前年比1.7%減と発表した[300]。
  -  オーストラリアの中央銀行は政策金利を0.5%上げ0.85%とした[301]。
- 8日
  -  韓国中央銀行は1-3月の国内総生産(改定値)が前期比0.6%増と発表した[302]。
  -  日本の内閣府は1-3月の国内総生産(2次速報値)が年率換算前期比0.5%減と発表した[303]。
  - 欧州連合の統計局は1-3月のユーロ圏域内総生産(確報値)が前期比0.6%増と発表した。前年比は5.4％増[304]。
  -  日本の財務省は4月の経常収支が5011億円の黒字と発表した。第1次所得収支は2兆3706億円の黒字[305]。
  -  日本円は対ドルで20年ぶり安値134.47円となった[306]。
- 9日
  -  ウクライナ統計当局は1-3月の国内総生産(季節調整済み)が前年比19.3％減と発表した[307]。
  - 欧州中央銀行は7月に政策金利を0.25%引き上げる方針と発表した[308]。
- 10日
  -  韓国の中央銀行は4月の経常収支(速報値)が0.8億ドルの赤字と発表した。2年ぶりの赤字転落[309]。
  -  アメリカ合衆国労働省は5月の物価(CPI)が前年比8.6%増と発表した。燃料や食料品を除くと6.0％増[310]。
  -  ロシアの中央銀行は政策金利を1.5%下げ9.5%とした[311]。
  -  ドイツの長期金利が一時8年1カ月ぶりの高水準、1.479%となった。2年債は11年ぶりの0.961%[312]。
  -  アメリカ合衆国の2年債が2008年以来の高水準、3.0673%となった[313]。
- 13日 -  インドルピーは対ドルで過去最安値78.2825ルピーとなった[306]。
- 14日 -  イギリスの国立統計局は2-4月の失業率が3.8%と発表した。1-3月より0.1%増[314]。
- 15日
  -  韓国の統計局は5月の失業率が3.0%と発表した。9年ぶりの低水準[315]。
  -  日本円は対ドルで24年ぶり安値135.60円となった[316]。
  -  日本の円債市場で国債先物が急落しサーキットブレーカーが発動された[317]。
- 16日
  -  スイスの中央銀行は政策金利を0.5%上げマイナス0.25%とした。利上げは15年ぶり[318]。
  -  アルゼンチンの中央銀行は政策金利を3%上げ52%とした[319]。
  -  中華民国(台湾)の中央銀行は政策金利を0.125%上げ1.5%とした[320]。
  -  イギリスの中央銀行は政策金利を0.25%上げ1.25%とした[321]。
  -  ニュージーランドの統計局は1-3月の国内総生産が前期比0.2%減と発表した[322]。
- 17日 - 欧州連合統計局は5月のユーロ圏物価(CPI)(改定値)が前年比8.1%増で過去最高と発表した。食品とエネルギーを除くと4.4%増[323]。
- 20日 - 2022年1-3月のASEAN主要6カ国の国内総生産の前年比成長率が出そろった。 フィリピンが8.3%、 マレーシア、 インドネシア、 ベトナムがそれぞれ5.0％、 シンガポールが3.7％、 タイが2.2％[324]。
- 21日 - 欧州中央銀行は4月のユーロ圏経常収支の赤字が58億ユーロと発表した[325]。
- 22日
  -  スイスの中央銀行は1-3月の経常収支の黒字が190億スイスフランと発表した[326]。
  -  イギリス国立統計局は5月の物価(CPI)が前年比9.1%上昇と発表した。40年ぶりの大幅上昇。食品・エネルギーを除くと5.9%増[327]。
  -  カナダ統計局は5月の物価(CPI)が前年比7.7%上昇と発表した。40年ぶりの大幅上昇。ガソリンを除くと6.3%増[328]。
  -  日本円は対ドルで24年ぶり安値136.71円となった[329]。
- 23日
  -  アメリカ合衆国の商務省は1-3月の経常収支の赤字が過去最大の2914億ドルと発表した。前年期比29.6%増[330]。
  -  韓国ウォンは対ドルで13年ぶり安値1301.8ウォンで終えた[331]。
  -  フィリピンの中央銀行は政策金利を0.25%上げ2.5%とした[332]。
  -  ノルウェーの中央銀行は政策金利を0.5%引き上げ1.25%とした[333]。
  -  モンゴルの中央銀行は政策金利を1%引き上げ、10%とした[334]。
- 24日
  -  マカオの政府統計調査局は3-5月の総体失業率が3.3%と発表した。マカオ居民に限ると4.4%。いずれも前回より0.1%良化[335]。
  -  日本の厚生労働省は4月の実質賃金(確報値)が前年比1.7%減と発表した[336]。
  -  日本の総務省は5月の全国の物価(除く生鮮食品CPI)が前年比2.1%増と発表した。生鮮・エネルギーを除くと0.8%増[337]。
  -  中国国家外貨管理局の1-3月の経常収支が889億ドルの黒字と発表した。同期の過去最高を更新[338]。
- 27日
  -  日本の中央銀行は1-3月の金融資産残高を発表した。家計が前年比2.4%増の2005兆円、企業が4.0%増の1253兆円[339]。
  -  ロシアの外貨建て国債が債務不履行となった。ロシア側は「ユーロクリアへの支払いを済み」と主張[340][341]。
- 28日 -  ハンガリーの中央銀行は政策金利を1.85%引き上げ、7.75%とした[342]。
- 29日
  -  アメリカ合衆国商務省は1-3月の国民総生産(確定値)が年率変換前期比1.6%減と発表した[343]。
  -  ベトナムの統計総局は4-6月の実質GDP成長率(推計値)が前年比7.72%増と発表した。物価(CPI)(推計値)は前年同期比2.96％増[344]。
- 30日
  - 欧州連合の統計局は5月のユーロ圏失業率が6.6%と発表した。過去最低(統計開始1998年)を更新[345]。
  -  アメリカ合衆国労働省は5月の物価(PCE)が前年比6.3%増と発表した。食品・エネルギーを除くと4.7％増[346]。
  -  フランス国立統計経済研究所は6月の物価(CPI)(速報値)が前年比6.5%増と発表した。過去最大の伸び[347]。
  -  日本円は対ドルで24年ぶり安値137.00円となった[348]。
  -  スウェーデンの中央銀行は政策金利を0.5%上げ0.75%とした[349]。

### 7月
- 1日
  -  サントリーホールディングス傘下のサントリーBWS・サントリービール・サントリーワインインターナショナル・サントリー酒類・サントリースピリッツの5社が合併し、新会社「サントリー」を設立。サントリーの社名が13年振りに復活した[350][351]。
  -  コナミホールディングスが社名を「コナミグループ」に変更[352]。
  -  日本の財務省は2021年度の一般会計税収が約67.0兆円と発表した。2年連続過去最大[353]。
  -  日本の総務省は5月の失業率が前月比0.1%悪化の2.6%と発表した[354]。
  -  ベトナムの統計総局によると4-6月の失業率は前期比0.14%低下の2.32%と配信された[355]。
  - 欧州連合統計局は6月のユーロ圏物価(HICP)(改定値)が前年比8.6%増で過去最高と発表した。未加工食品とエネルギーを除くと4.6%増[356]。
  -  日本の総務省は5月の東京都区部の物価(除く生鮮食品CPI)が前年比2.1%増と発表した。生鮮・エネルギーを除くと0.8%増[357]。
  -  インドルピーは対ドルで過去最安値79.105ルピーとなった[358]。
  -  パキスタンの統計局は6月の物価(CPI)は前年比21.3%増と発表した[359]。
  -  ロシアの農業省は穀物の輸出関税を引き下げたと発表した。今夏、小麦の大豊作が見込まれている[360]。
- 4日 -  トルコ統計局は6月の物価(CPI)が前年比78.62%増と発表した。24年ぶりの高い伸び[361]。
- 5日
  -  スリランカの首相が議会で国の破産を宣言した[362]。
  -  韓国の統計局は6月の物価(CPI)が6.0%増と発表した。24年ぶりの高い伸び。食料品と燃料を除くと3.9%増[363]。
  -  オーストラリアの中央銀行は政策金利を0.5%上げ1.35%とした[364]。
- 6日
  -  マレーシアの中央銀行は政策金利を0.25%上げ2.25%とした[365]。
  -  ルーマニアの中央銀行は政策金利を1%下げ4.75%とした[366]。
- 7日
  -  韓国の中央銀行は5月の経常収支(速報値)が38.6億ドルの黒字と発表した[367]。
  -  スリランカの中央銀行は政策金利を1%引き上げた。21年ぶりの高水準[368]。
  -  ポーランドの中央銀行は政策金利を0.5%引き上げ6.5%とした[369]。
- 8日
  -  アメリカ合衆国の労働省は6月の失業率が前月比横ばいの3.6%と発表した。非農業部門雇用者数は前月比37.2万人増。経済的な理由によるパートタイム労働者は2001年以来の低水準[370]。
  -  日本の財務省は5月の経常収支が1284億円の黒字と発表した。第1次所得収支は2兆1097億円の黒字[371]。
  -  カナダの統計局は6月の失業率が過去最低水準、4.9%と発表した[372]。
  -  日本の総務省は5月の消費支出が前年比0.5%減と発表した[373]。
  - ユーロは対ドルで一時20年ぶりの安値、1.0072ドルとなった[374]。
- 10日 -  中国河南省鄭州市で預金引き出し困難なため(2022年河南省の村の銀行で取付が発生(中国語))、1000人規模のデモが行われた[375]。
- 12日
  -  ハンガリーの中央銀行は政策金利を2%引き上げ、9.75%とした[376]。
  -  インドルピーは対ドルで過去最安値を更新した。 フィリピンペソは17年ぷりの安値 韓国ウォンは13年ぶりの安値[377]。
- 13日
  -  カナダの中央銀行は政策金利を1%引き上げ、2.5%とした[378]。
  -  ニュージーランドの中央銀行は政策金利を0.5%上げ2.5%とした[379]。
  -  韓国の中央銀行は政策金利を0.5%引き上げ、2.25%とした[380]。
  -  韓国の統計局は6月の失業率が3.0%と発表した[381]。
  -  アメリカ合衆国労働省は6月の物価(PCE)が前年比9.1%増と発表した。40年半ぶりの高水準。食品・エネルギーを除くと5.9％増[382]。
  -  日本の東京地方裁判所は東京電力の旧経営陣4人に合わせて13兆3210億円の賠償を命じた。賠償額は日本の裁判では過去最高[383]。
  -  チリの中央銀行は政策金利を0.75%上げ9.75%とした[384]。
- 14日
  -  フィリピンの中央銀行は政策金利を0.75%上げ3.25%とした[385]。
  -  シンガポール貿易産業省は4-6月の国内総生産(速報値)が前年比4.8%増と発表した[386]。
  -  オーストラリアの統計局は6月の失業率が3.5%と発表した。48年ぶりの低水準[387]。
  -  日本円は対ドルで一時24年ぶり安値139.29円となった[388]。
  - ユーロは対ドルで一時20年ぶりの安値、0.9952ドルとなった[389]。
- 15日 -  中国は4-6月の国内総生産(速報値)が前年比0.4%増と発表した[390]。
- 18日
  -  ニュージーランド統計局は4-6月の物価(CPI)が前年比7.3%上昇と発表した。32年ぶりの上昇率[391]。
  - フィッチ・レーティングスは ベラルーシの長期外貨建て格付けを「一部債務不履行(RD)」に引き下げた。理由はドルでの利払いを実施しなかったこと[392]。
  -  アメリカ合衆国財務省は中国の米国債保有額が12年ぶりに1兆ドルを割り込んだと発表した[393]。
- 19日 -  インドルピーは対ドルで一時80ルピー台となった。過去最安値。 パキスタンルピーも対ドルで過去最安値[394]。
- 20日
  - 欧州中央銀行は5月のユーロ圏経常収支の赤字が44.9億ユーロと発表した[395]。
  -  イギリス国立統計局は6月の物価(CPI)が前年比9.4%上昇と発表した。40年ぶりの大幅上昇。食品・エネルギーを除くと5.8%増[396]。
  -  カナダ統計局は6月の物価(CPI)が前年比8.1%上昇と発表した。40年ぶりの大幅上昇[397]。
- 21日 - 欧州中央銀行は政策金利を0.5%上げた。利上げは11年ぶり[398]。
- 22日
  -  日本の総務省は6月の全国の物価(除く生鮮食品CPI)が前年比2.2%増と発表した。生鮮・エネルギーを除くと1.0%増[399]。
  -  ロシアの中央銀行は政策金利を1.5%下げ8%とした[400]。
- 26日
  -  バングラデシュの財務相が国際通貨基金に45億ドルの融資を要請した、と現地紙が伝えた[401]。
  -  ハンガリーの中央銀行は政策金利を1%上げ10.75%とした[402]。
- 27日 -  オーストラリア連邦統計局は4-6月の物価(CPI)が前年比6.1%増と発表した。21年ぶりの高い伸び[403]。
- 28日
  -  アメリカ合衆国商務省は4-6月の国民総生産(速報値)が年率変換前期比0.9%減と発表した[404]。
  -  ドイツ連邦統計庁は7月の物価(HICP)(速報値)が前年比8.5%上昇と発表した[405]。
  -  アルゼンチンの中央銀行は政策金利を8%上げ60%とした[406]。
  -  香港の中央銀行は政策金利を0.75%上げ2.75%とした[407]。
- 29日
  -  ドイツの連邦統計庁は4-6月の国内総生産(速報値)が前期比横ばい、と発表した[408]。
  -  中華民国(台湾)行政院は4-6月の域内総生産(速報値)が前年比3.08%増と発表した[409]。
  - 欧州連合の統計局は4-6月のユーロ圏域内総生産が前期比0.7%増と発表した[410]。
  -  フランス国立統計経済研究所は4-6月の国内総生産(速報値)が前期比0.5％増と発表した[411]。
  -  イタリアの国家統計局は4-6月の国民総生産(速報値)が前期比1.0%増と発表した。前年比では4.8%増[412]。
  - 欧州連合統計局は7月のユーロ圏物価(HICP)(速報値)が前年比8.9%増で過去最高と発表した。食品と燃料を除くと5.0%増[413]。
  -  ドイツの連邦雇用庁は7月の完全失業率が5.4％と発表した。失業者数は前月比+4.8万人[414]。
  -  アメリカ合衆国商務省は6月の個人消費支出が前月比6.8%増と発表した。40年ぶり伸び率。エネルギーと食品を除くと4.8%増加[415]。

### 8月
- 1日 -  中国の銀行の住宅ローン損失が最悪の場合、2.4兆元になると報じられた。3月末の住宅ローン残高は39兆元[416]。
- 2日
  -  韓国の統計局は7月の物価(CPI)が6.3%増と発表した。24年ぶりの高い伸び。食料品と燃料を除くと3.9%増[417]。
  -  オーストラリアの中央銀行は政策金利を0.5%上げ1.85%とした[418]。
  -  インドの商工省は自国通貨ルピー建ての貿易決済制度によりロシア及びスリランカとの2カ国間貿易額が増える見通しを示した[419]。
- 3日
  -  ニュージーランドの統計局は4-6月の失業率が3.3%と発表した。前期比0.1%増[420]。
  -  スイス政府は7月の物価(CPI)が前年比3.4%増と発表した。29年ぶりの高水準[421]。
  -  トルコ統計局は7月の物価(CPI)が前年比76.9%増と発表した。24年ぶりの高い伸び[422]。
  -  ブラジルの中央銀行は政策金利を0.5%上げ13.75%とした[423]。
  -  中国政府が中小銀行に3200億元の公的資金を注入すると報じられた。2020～21年の2100億元に続く第2弾[424]。
- 4日 -  イギリスの中央銀行は政策金利を0.5%上げ1.75%とした[425]。
- 5日
  -  アメリカ合衆国の労働省は7月の失業率が前月比0.1%低下の3.5%と発表した。非農業部門雇用者数は前月比52.8万人増[426]。
  -  インドネシアの統計局は4-6月の国民総生産が前年比5.44%増と発表した[427]。
  -  日本の総務省は6月の消費支出が前年比3.5%増と発表した[428]。
  -  インドの中央銀行は政策金利を0.5%上げ5.4%とした[429]。
- 8日 -  日本の財務省は6月の経常収支が1324億円の黒字と発表した。第1次所得収支は1.22兆円の黒字[430]。
- 10日
  -  韓国の統計局は7月の失業率が2.9%と発表した[431]。
  -  中国国家統計局は7月の物価(CPI)が前年比2.7%増と発表した。食品とエネルギーを除くと0.8%増[432]。
  -  タイの中央銀行は政策金利を0.25%引き上げ0.75%とした。4年ぶりの利上げ[433]。
  -  アメリカ合衆国労働省は7月の物価(CPI)が前年比8.5%増と発表した。食品・エネルギーを除くと5.9％増[434]。
- 11日
  -  ペルーの中央銀行は政策金利を0.5%引き上げ6.5%とした[435]。
  -  メキシコの中央銀行は政策金利を0.75%引き上げ過去最高の8.5%とした[436]。
  -  アルゼンチンの中央銀行は政策金利を9.5%上げ69.5%とした[437]。
  -  アルゼンチンの統計局は7月の消費者物価指数が前年比71%増と発表した[438]。
- 12日
  -  イギリスの統計局は4-6月の国内総生産(速報値)が年率換算前期比0.3%減と発表した[439]。
  -  ロシアの連邦統計局は4-6月の国内総生産(速報値)が前年比4.0%減と発表した[440]。
  -  香港の政府は4-6月の域内総生産が前年比1.3%減と発表した[441]。
  -  マレーシアの中央銀行は4-6月の国内総生産が前年比8.9%増と発表した[442]。
  -  中国の中央銀行は7月の人民元建て新規融資は7690億元と発表した。2兆8100億元の前月から急減[443]。
- 15日
  -  中国の中央銀行は政策金利(1年物中期貸出,7日物リバースレポ)を0.1%下げた[444]。
  -  日本の内閣府は4-6月の国内総生産(速報値)が年率換算前期比2.2%増と発表した[445]。
  -  タイ国家経済社会開発委員会は4-6月の国内総生産が前年比2.5%増と発表した[446]。
  -  中国国家統計局は7月の16〜24歳の失業率が19.9%と発表した。史上最高値[447]。
- 16日
  -  オーストラリア連邦統計局は6月の物価(CPI)が前年比6.8%増と発表した[448]。
  -  カナダ統計局は7月の物価(CPI)が前年比7.6%上昇と発表した[449]。
- 17日
  - 欧州連合統計局は4-6月のユーロ圏域内総生産(改定値)が前期比0.6増と発表した[450]。
  -  オーストラリア連邦統計局は4-6月の賃金価格指数が前年比2.6%増と発表した。8年ぶりの高い伸び[451]。
  -  イギリス国立統計局は7月の物価(CPI)が前年比10.1%上昇と発表した。1982年以来の大幅上昇[452]。
  -  ニュージーランドの中央銀行は政策金利を0.5%上げ3%とした[453]。
- 18日
  -  チリの中央銀行は4-6月の国内総生産が前年比5.4%増と発表した[454]。
  -  オーストラリアの統計局は7月の失業率が3.4%と発表した。48年ぶりの低水準[455]。
  -  香港政府統計処は5-7月の失業率が4.3%と発表した。4-6月より0.4%改善[456]。
  -  ノルウェーの中央銀行は政策金利を0.5%引き上げ1.75%とした。10年ぶりの高水準[457]。
  -  トルコの中央銀行は政策金利を1%下げ13%とした[458]。
  -  フィリピンの中央銀行は政策金利を0.5%上げ3.75%とした[459]。
- 19日
  -  ドイツの連邦統計庁は7月の物価(PPI)が前年比37.2%増と発表した。過去最大の増加(統計開始1949年)。エネルギー価格は105％増[460]。
  - 欧州中央銀行は6月のユーロ圏経常収支の黒字が42.4億ユーロと発表した[461]。
  -  日本の総務省は7月の全国消費者物価指数(除く生鮮食品)が前年比2.4%増と発表した。増税影響を除くと14年ぶりの伸び率[462]。
  -  アメリカ合衆国のNYMEXで天然ガス先物が14年ぶりの高値、933.6セントで終えた[463]。
- 22日
  -  スリランカ統計局は7月の物価(NCPI)が前年比66.7%増と発表した[464]。
  -  中国の中央銀行は政策金利(1年物最優遇貸出金利)を0.05%下げ、3.65%とした。5年物は0.15%下げ4.3%とした[465]。
- 23日
  -  インドネシアの中央銀行は政策金利を0.25%上げ3.75%とした。利上げは3年9か月ぶり[466]。
  - ユーロは対ドルで一時20年ぶりの安値、一時0.9901ドルとなった[467]。
  -  パキスタン中央銀行は4-6月の経常収支の赤字が42億ドルと発表した。前期より17億ドル赤字拡大[468]。
- 25日
  -  アメリカ合衆国商務省は4-6月の国民総生産(改定値)が年率変換前期比0.6%減と発表した[469]。
  -  ドイツの連邦統計庁は4-6月の国内総生産(改定値)が前期比0.1%増と発表した[470]。
  -  メキシコの国立統計地理情報院は4-6月の国民総生産(確定値)が前期比0.9%増と発表した[471]。
  -  韓国の中央銀行は政策金利を0.25%引き上げ、2.5%とした[472]。
- 26日
  -  アメリカ合衆国商務省は7月の個人消費支出が前月比0.1%増と発表した[473]。
  -  オランダの天然ガス先物価格は一時、前日比10%上昇し、過去最高の343ユーロとなった[474]。
- 30日
  -  チェコ統計局は4-6月の国内総生産が前期比0.5％増と発表した、前年比は3.7％増[475]。
  -  ハンガリーの中央銀行は政策金利を1%上げ11.75%とした[476]。
- 31日
  - 欧州連合統計局は8月のユーロ圏物価(HICP)(速報値)が前年比9.1%増で過去最高と発表した。食品と燃料を除くと5.5%増[477]。
  -  カナダ統計局は4-6月の国内総生産が年率換算で前期比3.3%増と発表した[478]。
  -  インド当局は4-6月の国内総生産が前年比13.5%増と発表した[479]。
  -  ベルギー統計局は4-6月の国内総生産が前期比0.2％増と発表した、前年比は3.3％増[480]。
  -  トルコ統計庁は4-6月の国内総生産が前年比7.6%増と発表した[481]。
  -  アメリカ合衆国の2年債が15年ぶりの高水準、3.5010%となった[482]。

### 9月
- 1日
  -  アサヒビール子会社のニッカウヰスキーが登記上の本店を創業の地である北海道余市郡余市町に70年ぶりに移転。これに先立ち、本社機能を8月1日にこれまでの東京都港区から墨田区のアサヒグループ本社ビルに移転した[483]。
  -  スリランカは国際通貨基金から約29億ドルの金融支援を受けることで暫定合意した[484]。
  -  ブラジルの地理統計院は4-6月の国内総生産が前期比1.2％増と発表した[485]。
  -  韓国中央銀行は4-6月の国内総生産(改定値)が前期比0.7%増と発表した。前年比は2.9%増[486]。
  -  日本の財務省は4-6月の法人企業統計で設備投資額は前期比3.9%増と発表した。前年比7.2%増収、経常利益は17.6%増益で[487]、過去最大(統計開始1954年)の28兆3181億円[488]。
  -  日本の財務省は2021年度の利益剰余金(内部留保)が過去最大の516兆4750億円と発表した[489]。
- 2日
  -  フィリピンペソは対ドルで一時史上最安値、56.9ペソとなった[490]。
  -  アメリカ合衆国の労働省は8月の失業率が前月比0.2%上昇の3.7%と発表した。非農業部門雇用者数は前月比31.5万人増、労働参加率は62.4%[491]。
  -  韓国の統計局は8月の物価(CPI)が5.7%増と発表した。7カ月ぶりに伸びが鈍化。食料品と燃料を除くと4.0%増[492]。
  -  韓国ウォンは対ドルで13年5カ月ぶりのウォン安値、1362.6ウォンで終えた[493]。
  -  日本円は対ドルで一時24年ぶり安値140.43円となった[494]。
- 5日
  -  トルコ統計局は8月の物価(CPI)が前年比80.21%増と発表した。24年ぶりの高い伸び[495]。
  - ユーロは対ドルで一時20年ぶりの安値、一時0.9876ドルとなった[496]。
- 6日
  -  日本の厚生労働省は7月の実質賃金が前年比1.3%減と発表した[497]。
  -  日本の総務省は7月の消費支出が前年比3.4%増と発表した。2019年と比べると3.8%減[498]。
  -  フィリピン統計局は8月の物価(CPI)が前年比6.3%増と発表した。食品と燃料を除くと4.6%増[499]。
  -  中華民国行政院主計総処は8月の物価(CPI)が前年比2.66%増と発表した。野菜と果物、エネルギー価格を除くと2.73%増[500]。
  -  オーストラリアの中央銀行は政策金利を0.5%上げ2.35%とした[501]。
  -  チリの中央銀行は政策金利を1%上げ10.75%とした[502]。
- 7日
  - 欧州連合統計局は4-6月のEU27カ国の域内総生産が前期比0.7%増と発表した。ユーロ圏では0.8%増[503]。
  -  サウジアラビアの総合統計庁は4-6月の国内総生産が前年比12.2%増と発表した。2011年以来の高成長[504]。
  -  韓国の中央銀行は7月の経常収支(速報値)が10.9億ドルの黒字と発表した[505]。
  -  カナダの中央銀行は政策金利を0.75%引き上げ、3.25%とした[506]。
  -  イギリスポンドは対ドルで一時37年ぶり安値1.1407ドルとなった[507]。
  -  日本円は対ドルで一時24年ぶり安値144.99円となった[507]。
- 8日
  -  日本の内閣府は4-6月の国内総生産(改定値)が年率換算前期比3.5%増と発表した[508]。
  -  日本の財務省は7月の経常収支が2290億円の黒字と発表した。第1次所得収支は1兆4322億円の黒字[509]。
  - 欧州中央銀行は政策金利を0.75%上げた。過去最大の利上げ[510]。
  -  ドイツの2年債が2011年以来の高水準、1.324%となった[511]。
- 9日
  -  カナダの6月の失業率が5.4%となった。雇用者数は3カ月連続マイナスで3.97万人減[512]。
  -  中国国家統計局は8月の物価(CPI)が前年比0.8%増と発表した。食品とエネルギーを除くと1.2%増。生産者物価指数は3年ぶりの高い伸び、9.5%増[513]。
  -  アメリカ合衆国の2年債が2007年11月以来の高水準、3.575%となった[514]。
- 12日 -  トルコの統計局は7月の失業率が10.1%と発表した。4年4カ月ぶりの低水準[515]。
- 13日
  -  アメリカ合衆国労働省は8月の物価(CPI)が前年比8.3%増と発表した。食品・エネルギーを除くと6.3％増[516]。
  -  アメリカ合衆国の2年債が14年10カ月ぶりの高水準、一時3.79%台となった[517]。
  -  イギリスの国立統計局は5-7月の失業率が3.6%と発表した。48年ぶりの低水準[518]。
- 14日
  -  ニュージーランドの統計局は4-6月の経常収支が52.24億NZドルの赤字と発表した[519]。
  -  レバノンの銀行で預金者が凍結された預金の引き出しを求める預金者強盗が生配信された。16日には5件の預金者強盗が発生[520]。
  -  イギリス国立統計局は8月の物価(CPI)が前年比9.9%上昇と発表した。食品・エネルギー・アルコール・たばこを除くと6.3%増[521]。
- 15日
  -  スリランカの統計局は4-6月の国内総生産が前年比8.4%減と発表した[522]。
  -  ニュージーランドの統計局は4-6月の国内総生産が前年比0.4%増と発表した。前期比1.7%増[523]。
  -  オーストラリアの統計局は8月の失業率が3.5%と発表した。就業者数は前月比3.35万人増[524]。
  -  アルゼンチンの中央銀行は政策金利を5.5%上げ75%とした[525]。
  - 暗号通貨のイーサリアムが「マージ」されプルーフ・オブ・ステークとなった。暗号通貨時価総額上位10銘柄のうちプルーフ・オブ・ワークは2銘柄に減った[526]。
- 16日
  -  韓国の統計局は8月の失業率が2.1%と発表した[527]。
  - 欧州連合統計局は8月のユーロ圏物価(HICP)(改定値)が前年比9.1%増で過去最高と発表した。食品と燃料を除くと5.5%増[528]。
  -  ドイツの2年債が11年ぶりの高水準、1.62%となった[529]。
  -  ロシアの中央銀行は政策金利を0.5%下げ7.5%とした[530]。
- 19日 -  アメリカ合衆国のコロラド州知事は、州民が暗号資産で州税を支払うことができるようになったと発表した[531]。
- 20日
  - 欧州中央銀行は7月のユーロ圏経常収支の赤字が199億ユーロと発表した。前年同月は289億ユーロの黒字[532]。
  -  日本の総務省は8月の全国消費者物価指数(除く生鮮食品)が前年比2.8%増と発表した。消費増税除き31年ぶり高水準[533]。
  -  ドイツの連邦統計庁は8月の物価(生産者物価指数)が前年比45.8%増と発表した。過去最大の増加(統計開始1949年)。エネルギー価格は139％増[534]。
  -  日本の中央銀行は6月末の企業の金融資産は前年比4.3%増の1251兆円で過去最高と発表した[535]。
- 21日
  -  アメリカ合衆国の中央銀行は政策金利を0.75%引き上げ3〜3.25%とした。3%を超えるのは14年半ぶり[536]。
  -  ドイツ政府はウニパーを国有化(出資比率99％前後)する。ウニパー、ドイツ経済省、フォータムが発表した[537]。
  -  イギリス政府は400億ポンド規模の企業向け光熱費支援策を発表した[538]。
  -  南アフリカ共和国統計局は8月の物価(CPI)が前年比7.6%増と発表した。食品、非アルコール飲料、燃料、エネルギーを除くと4.4％増[539]。
- 22日
  -  日本円は対ドルで一時24年ぶり安値145.90円となった。中央銀行が24年ぶりの円買い介入を実施した[540]。
  -  アメリカ合衆国の商務省は4-6月の経常収支の赤字が2511億ドルと発表した。前年期比11.1%減[541]。
  -  ノルウェーの中央銀行は政策金利を0.5%引き上げ2.25%とした[542]。
  -  スイスの中央銀行は政策金利を0.75%引き上げ0.5%とした[543]。
  -  中華民国の中央銀行は政策金利を0.125%引き上げ1.625%とした[544]。
  -  イギリスの中央銀行は政策金利を0.5%上げ2.25%とした[545]。
  -  トルコの中央銀行は政策金利を1%下げ12%とした。トルコリラは対ドルで過去最安値、一時18.42リラとなった[546]。
  -  韓国ウォンは対ドルで13年半ぶりのウォン安値、一時1409.7ウォンとなった[547]。
  -  インドネシアの中央銀行は政策金利を0.5%上げ4.25%とした[548]。
- 23日
  -  イギリスポンドは一時37年ぶり安値1.0840ドルとなった。ユーロは一時20年ぶり安値0.9669ドルとなった[549]。
  -  アメリカ合衆国の長期金利は一時3.83%となった。12年5か月ぶりの高水準[550]。
  -  アメリカ合衆国の2年債が15年ぶりの高水準、一時4.270%となった[551]。
  -  ドイツの2年債が一時2%を超えた。2008年以来の高水準[552]。
  -  イギリスの2年債が一時4%近い水準となった。2008年以来の高水準[553]。
  -  スペインの国家統計局は4-6月の国内総生産が前期比1.5%増と発表した[554]。
  -  アメリカ合衆国商務省は4-6月の国民総生産(確報値)が年率変換前期比0.6%減と発表した[555]。
- 26日
  -  イギリスポンドは一時過去最安値の1.0327ドルとなった。ユーロは一時20年ぶり安値0.9528ドルとなった[556]。
  -  インドルピーは過去最安値となった[557]。
- 27日
  -  ナイジェリアの中央銀行は政策金利を1.5%引き上げ15.5%とした[558]。
- 28日
  -  中国人民元は対ドルで一時7.24元台となった。14年8か月ぶりの安値[559]。
  -  タイの中央銀行は政策金利を0.25%引き上げ1%とした。8月の物価(CPI)は7.86%増[560]。
- 29日
  -  ベトナムの統計総局は7-9月の実質GDP成長率が前年比13.67%増と発表した。9月の物価(CPI)は前年同期比3.94％増[561]。
  -  メキシコの中央銀行は政策金利を0.75%引き上げ過去最高の9.25%とした[562]。
  -  韓国ウォンは対ドルで13年半ぶりのウォン安、一時1440ウォンを突破した[563]。
- 30日
  -  インドの中央銀行は政策金利を0.5%上げ5.9%とした[564]。
  -  イギリスの統計局は4-6月の国内総生産(確報値)が前期比0.2%増と発表した[565]。
  -  中国国家外貨管理局の4-6月の経常収支が5133億元の黒字と発表した。1-6月の黒字は1兆777億元[566]。
  - 欧州連合の統計局は8月のユーロ圏失業率が6.6%と発表した。過去最低(統計開始1998年)を維持[567]。
  -  日本の総務省は8月の失業率が前月比0.1%改善の2.5%と発表した[568]。
  -  アメリカ合衆国商務省は8月の物価(PCE)が前年比6.2%増と発表した。食品・エネルギーを除くと4.9％増[569]。
  - 欧州連合統計局は9月のユーロ圏物価(HICP)(速報値)が前年比10.0%増で過去最高と発表した。食品と燃料を除くと6.1%増[570]。
  -  ドイツの連邦統計庁は9月の物価(HICP)(速報値)が前年比10.9%増と発表した。過去最大の増加(統計開始1996年)。エネルギー価格は43.9％増[571]。
  - 欧州連合は、電力使用量5％削減と、電力会社への1400億ユーロ規模の超過利潤課税を合意した[572]。

### 10月
- 10月1日 -  ミクシィが社名を「株式会社MIXI」に変更[573]。
- 10月3日
  -  日本の愛知県を地盤とする中京銀行と愛知銀行が持株会社「あいちフィナンシャルグループ」を設立。2024年を目処に合併する[574][575][576]。
  -  トルコ統計局は9月の物価(CPI)が前年比83.45%増と発表した。1998年7月に次ぐ水準[577]。
  -  アメリカ合衆国のICEドル指数が20年ぶりの高値、111ドルを超えた[578]。
- 5日
  -  フィリピン統計局は9月の物価(CPI)が前年比6.9%増と発表した。食品と燃料を除くと4.5%増[579]。
  -  ニュージーランドの中央銀行は政策金利を0.5%上げ3.5%とした[580]。
- 6日 -  ペルーの中央銀行は政策金利を0.25%引き上げ7%とした[581]。
- 7日
  -  韓国の中央銀行は8月の経常収支(速報値)が30.5億ドルの赤字と発表した[582]。
  -  アメリカ合衆国の労働省は9月の失業率が前月比0.2%低下の3.5%と発表した。非農業部門雇用者数は前月比26.3万人増、労働参加率は62.3%[583]。
  -  日本の厚生労働省は8月の実質賃金が前年比1.7%減と発表した。物価は3.5%増[584]。
  -  日本の総務省は8月の消費支出が前年比5.1%増と発表した。2019年と比べると5.0%減[585]。
- 11日
  -  日本の財務省は8月の経常収支が589億円の黒字と発表した。第1次所得収支は1兆3271億円の黒字[586]。
  -  イギリスの国立統計局は6-8月の失業率が3.5%と発表した。1974年以来の低水準[587]。
  -  マレーシアの統計局は8月の失業率(速報値)が3.7%と発表した[588]。
- 12日 -  韓国の中央銀行は政策金利を0.5%引き上げ、3%とした[589]。
- 13日 -  アメリカ合衆国労働省は9月の物価(CPI)が前年比8.2%増と発表した。食品・エネルギーを除くと6.6％増[590]。
- 14日
  -  シンガポール貿易産業省は7-9月の国内総生産(速報値)が前年比4.4%増と発表した[591]。
  -  韓国の統計局は9月の失業率が2.4%と発表した。9月としては1999年6月以来の低水準[592]。
  -  日本円は対ドルで一時32年ぶり安値148.86円となった[593]。
  -  アメリカ合衆国の10年債が14年ぶりの高水準、4.02%で終えた[594]。
- 17日
  -  ベトナム人民元は対ドルで一時過去最安値、2万4270ドンとなった[595]。
  -  中国統計局は国内総生産の発表延期を公表した。17日予定の貿易統計も未発表[596]。
- 19日
  -  イギリス国立統計局は9月の物価(CPI)が40年ぶりの高水準、前年比10.1%上昇と発表した。食品・エネルギーを除くと30年ぶりの高水準、6.5%増[597]。
  - 欧州連合統計局は9月のユーロ圏物価(HICP)(改定値)が前年比9.9%増で過去最高と発表した。エネルギーと未加工食品を除くと6.0%増[598]。
  -  インドルピーは対ドルで過去最安値、83ルピーを突破した[599][600]。
- 20日
  - 欧州中央銀行は8月のユーロ圏経常収支の赤字が236.2億ユーロと発表した[601]。
  -  インドネシアの中央銀行は政策金利を0.5%上げ4.75%とした[602]。
  -  スイスの中央銀行は アメリカ合衆国の中央銀行(ニューヨーク連銀)から110億ドル以上を調達したことが公表された。前週は約63億ドル、その前の週は31億ドル調達した[603]。
  -  トルコの中央銀行は政策金利を1.5%下げ10.5%とした。トルコリラは対ドルで過去最安値、一時18.6150リラとなった[604]。
- 21日
  -  日本の総務省は9月の全国消費者物価指数(除く生鮮食品)が前年比3%増と発表した。消費増税除き31年ぶり高水準。生鮮食品とエネルギーを除くと1.8%増[605]。
  -  日本円は対ドルで一時32年ぶり安値151.94円となった（2022年の最安値）[606]。
  -  中国人民元は対ドルで一時14年9か月ぶり安値7.2494元となった[607]。
- 23日 -  韓国の政府・中央銀行は50兆ウォン以上の資金供給を発表した[608]。
- 25日 -  日本の30年債は2014年9月以来の高金利、1.685%をつけた。20年債は2015年2月以来の高金利、1.315%[609]。
- 26日 -  カナダの中央銀行は政策金利を0.5%引き上げ、3.75%とした[610]。
- 27日
  -  韓国中央銀行は7-9月の国内総生産(速報値)が前期比0.3%増と発表した。前年比は3.1%増[611]。
  -  スイスのクレディ・スイスは40億スイスフランの増資を発表した。グループで129億フランの純資産流出を記録[612][613]。
- 28日
  -  ドイツの連邦統計庁は7-9月の国内総生産(速報値)が前期比0.3%増と発表した[614]。
  -  中華民国(台湾)主計総処は7-9月の域内総生産(速報値)が前年比4.1%増と発表した[615]。
  -  日本の総務省は9月の失業率が前月比0.1%悪化の2.6%と発表した。有効求人倍率は0.02上昇し1.34倍[616]。
  -  アメリカ合衆国商務省は9月の個人消費支出が前月比0.6%増と発表した[617]。
  -  イタリア国家統計局は10月の物価(CPI)(速報値)が統計開始(1996年)以来の高い伸び、前年比12.8%上昇と発表した。エネルギーと生鮮食品を除くと5.7%増[618]。
  -  ドイツの連邦統計庁は10月の物価(HICP)(速報値)が前年比11.6%増と発表した[619]。
  -  コロンビアの中央銀行は政策金利を1%引き下げ11%とした[620]。
- 31日
  - 欧州連合統計局は7-9月のユーロ圏域内総生産が前期比0.2%増と発表した。前年比では2.1%増[621]。
  -  香港の政府は7-9月の域内総生産が前年比4.5%減と発表した[622]。
  - 欧州連合統計局は9月のユーロ圏物価(HICP)(速報値)が前年比10.7%増で過去最高と発表した。エネルギーと未加工食品を除くと6.4%増[623]。
  -  香港株式市場のハンセン指数は14年ぶりの安値の14,687.02で終えた[624]。

### 11月
- 1日
  -  アメリカ合衆国の労働省は9月の求人件数が43.7万件増の1070万件と発表した[625]。
  -  インドの中央銀行はデジタルルピーの試験運用開始を発表した[626]。
- 2日
  -  アメリカ合衆国の中央銀行は政策金利を0.75%引き上げ3.75〜4%とした[627]。
  -  韓国の統計局は10月の物価(CPI)が5.7%増と発表した。食料品と燃料を除くと4.2%増[628]。
  -  ロシアの連邦統計局は7-9月の国内総生産(推計値)が前年比4.4%減と発表した[629]。
  -  1879年（明治12年）に大阪に初めて設置され、以後全国179箇所に設置された手形交換所での手形及び小切手の交換業務がこの日をもって終了。以後、全国銀行協会が運営する電子交換所にその業務を移行した[630]。
- 3日
  -  トルコ統計局は10月の物価(CPI)が前年比85.51%増と発表した。24年ぶりの伸び[631]。
  -  イギリスの中央銀行は政策金利を0.75%上げ3%とした。33年ぶりの利上げ幅[632]。
  -  中国人民元は対ドルで14年10か月ぶり安値7.32元で終えた[633]
- 4日
  -  アメリカ合衆国の労働省は10月の失業率が前月比0.2%上昇の3.7%と発表した。非農業部門雇用者数は前月比26.1万人増、労働参加率は0.1%減の62.2%[634]。
  -  カナダ統計局は10月の失業率が前月と同じ5.2%と発表した。雇用者数は前月比10.83万人増[635]。
- 8日
  -  韓国の中央銀行は9月の経常収支(速報値)が16.1億ドルの黒字と発表した[636]。
  -  日本の総務省は9月の消費支出が前年比2.3%増と発表した。消費増税直前の2019年と比べると9.6%減[637]。
- 9日
  -  日本の財務省は4-9月の経常収支(速報値)が4兆8458億円の黒字と発表した。第1次所得収支は3兆2226億円の黒字[638]。
  -  韓国の統計局は10月の失業率が2.4%と発表した。前年比0.4%減少[639]。
- 10日
  -  フィリピンの統計庁は7-9月の国民総生産が前年比7.6%増と発表した[640]。
  -  トルコの統計局は9月の失業率が10.1%と発表した[641]。
  -  アメリカ合衆国労働省は10月の物価(CPI)が前年比7.7%増と発表した。食品・エネルギーを除くと6.3％増[642]。
  -  メキシコの中央銀行は政策金利を0.75%引き上げ過去最高の10%とした[643]。
  -  ペルーの中央銀行は政策金利を0.25%引き上げ7.25%とした[644]。
- 11日
  -  イギリスの統計局は7-9月の国内総生産(速報値)が前期比0.2%減と発表した。年率換算で0.7%減[645]。
  -  マレーシアの中央銀行は7-9月の国内総生産が前年比14.2%増と発表した[646]。
  -  香港の政府は7-9月の域内総生産(改定値)が前年比4.5%減と発表した[647]。
  -  アメリカ合衆国の暗号資産取引所のFTXは破産申請を発表した[648][649]。
- 15日
  -  日本の内閣府は7-9月の国内総生産(速報値)が年率換算前期比1.2%減と発表した[650]。
  -  イギリスの国立統計局は7-9月の失業率が3.6%と発表した。前月は3.5%[651]。
- 16日
  -  ロシアの連邦統計局は7-9月の国内総生産が前年比4%減と発表した[652]。
  -  カナダ統計局は10月の物価(CPI)が前年比6.9%上昇と発表した。食品とエネルギーを除くと5.3%増[653]。
  -  イギリス国立統計局は10月の物価(CPI)が41年ぶりの高水準、前年比11.1%上昇と発表した。食品・エネルギーを除くと6.5%増[654]。
- 17日
  - 欧州連合統計局は10月のユーロ圏物価(HICP)(改定値)が前年比10.6%増で過去最高と発表した。エネルギーと未加工食品を除くと6.4%増[655]。
  -  フィリピンの中央銀行は政策金利を0.75%上げ5%とした[656]。
- 18日 -  日本の総務省は10月の全国消費者物価指数(除く生鮮食品)が前年比3.6%増と発表した。40年8カ月ぶりの伸び。生鮮食品とエネルギーを除くと2.5%増[657]。
- 21日 -  タイの国家経済社会開発委員会は7-9月の国内総生産が前年比4.5%増と発表した[658]。
- 22日
  -  ペルー国家統計情報庁は7-9月の国民総生産が前年比1.7%増と発表した[659]。
  - 欧州中央銀行は9月のユーロ圏経常収支の赤字が81億ユーロと発表した[660]。
- 23日
  -  シンガポール貿易産業省は7-9月の国内総生産(改定値)が前年比4.1%増と発表した[661]。
  -  シンガポール統計局は10月の物価(CPI)が前年比6.7%上昇と発表した[662]。
  -  ニュージーランドの中央銀行は政策金利を0.75%上げ4.25%とした[663]。
- 24日
  -  韓国の中央銀行は政策金利を0.25%引き上げ、3.25%とした[664]。
  -  スウェーデンの中央銀行は政策金利を0.75%上げ2.5%とした[665]。
  -  トルコの中央銀行は政策金利を1.5%下げ9%とした[666]。
- 25日
  -  メキシコの国立統計地理情報院は7-9月の国民総生産(確定値)が前期比0.9%増と発表した[667]。
  -  ドイツの連邦統計庁は7-9月の国内総生産(改定値)が前期比0.4%増と発表した。前年比1.3%増[668]。
- 29日
  -  日本の総務省は10月の失業率が前月比横ばいの2.6%と発表した。有効求人倍率は0.01上昇し1.35倍[669]。
  -  ドイツの連邦統計庁は11月の物価(HICP)(速報値)が前年比11.3%増と発表した[670]。
- 30日
  -  アメリカ合衆国商務省は7-9月の国民総生産(改定値)が年率変換前期比2.9%増と発表した[671]。
  -  フランス国立統計経済研究所は7-9月の国内総生産(確報値)が前期比0.2％増と発表した[672]。
  -  インド政府は7-9月の国内総生産が前年比6.3%増と発表した[673]。
  -  ドイツの連邦雇用庁は11月の失業率が前月比0.1%増の5.6％と発表した。失業者数は前月比1.7万人増[674]。
  -  オーストラリア連邦統計局は10月の物価(CPI)が前年比6.9%増と発表した[675]。
  -  タイの中央銀行は政策金利を0.25%引き上げ1.25%とした[676]。

### 12月
- 1日
  - 欧州連合は10月のユーロ圏失業率が6.5%と発表した。過去最低水準[677]。
  -  アメリカ合衆国商務省は10月の個人消費支出が前月比0.8%増と発表した[678]。
  -  日本の財務省は7-9月の法人企業統計で設備投資額は前年比9.8%増と発表した。経常利益は18.3%増益で、7～9月期としては過去最大(統計開始1954年)の19兆8098億円[679]。
  -  韓国の産業通商資源部は11月の貿易収支が8カ月連続赤字と発表した。輸出は前年比14%減、輸入は2.7%増[680]。
- 2日
  -  アメリカ合衆国の労働省は11月の失業率が前月比横ばいの3.7%と発表した。非農業部門雇用者数は前月比26.3万人増、労働参加率は0.1%減の62.1%[681]。
  -  韓国の統計局は11月の物価(CPI)が5.0%増と発表した。食料品と燃料を除くと4.3%増[682]。
- 3日 -  ブラジルの地理統計院は7-9月の国内総生産が前期比7.7％増と発表した[683]。
- 6日
  -  オーストラリアの連邦統計局は7-9月の経常収支は23億豪ドルの赤字と発表した。赤字は3年ぶり[684]。
  -  日本の総務省は10月の消費支出が前年比1.2%増と発表した[685]。
  -  オーストラリアの中央銀行は政策金利を0.25%上げ3.1%とした[686]。
- 7日
  - 欧州連合統計局は7-9月のユーロ圏域内総生産(確報値)が前期比0.3%増と発表した。前年比では2.3%増[687]。
  -  オーストラリアの統計局は7-9月の国内総生産は前期比0.6%増と発表した。前年比は5.9%増[688]。
  -  インドの中央銀行は政策金利を0.35%上げ6.25%とした[689]。
- 8日
  -  日本の内閣府は7-9月の国内総生産(2次速報値)が年率換算前期比0.8%減と発表した[690]。
  -  日本の財務省は10月の経常収支(速報値)が641億円の赤字と発表した。赤字は季節調整済みでは2014年3月以来。第1次所得収支は2兆8261億円の黒字[691]。
  -  カナダの中央銀行は政策金利を0.5%引き上げ、4.25%とした[692]。
  -  アメリカ合衆国のエクソンモービルは4-6月、7-9月の利益が152年の歴史で過去最高となり、従業員の待遇を改善した[693]。500億ドルの自社株買いを行うと公表した[694]。
- 9日
  -  韓国の中央銀行は10月の経常収支(速報値)が8.8億ドルの黒字と発表した[695]。
  -  中国国家統計局は11月の物価(CPI)が前年比1.6%増と発表した[696]。
- 13日
  -  イギリスの国立統計局は8-10月の失業率が3.7%と発表した。前月は3.6%[697]。
  -  アメリカ合衆国労働省は11月の物価(CPI)が前年比7.1%増と発表した。食品・エネルギーを除くと6.0％増[698]。
- 14日
  -  ロシアの連邦統計局は7-9月の国内総生産(改定値)が前年比3.7%減と発表した[699]。
  -  ニュージーランドの統計局は7-9月の経常収支が102億NZドルの赤字と発表した[700]。
  -  韓国の統計局は11月の失業率が2.3%と発表した。前年比0.3%改善。11月としては過去最低(統計変更1999年)[701]。
  -  イギリス国立統計局は11月の物価(CPI)が前年比10.7%上昇と発表した。エネルギー、食品、アルコール、たばこを除くと6.3%増[702]。
- 15日
  -  オーストラリアの統計局は11月の失業率が3.4%と発表した。50年ぶりの低水準。就業者数は前月比6.4万人増[703]。
  -  イギリスの中央銀行は政策金利を0.5%上げ3.5%とした[704]。
  -  メキシコの中央銀行は政策金利を0.5%引き上げ10.5%とした[705]。
  -  中華民国の中央銀行は政策金利を0.125%引き上げ1.75%とした[706]。
  -  香港の中央銀行は政策金利を0.5%上げ4.75%とした[707]。
  - 欧州中央銀行は政策金利を0.5%上げ2%とした[708]。
- 16日 -  香港政府統計処は9-11月の失業率が3.7%と発表した。8-10月より0.1%改善[709]。
- 19日 -  ガーナの財務省は対外債務の支払いを停止すると発表した。事実上の債務不履行[710]。
- 20日
  - 欧州中央銀行は10月のユーロ圏経常収支の赤字が4億ユーロと発表した[711]。
  -  日本の中央銀行は長期金利の許容変動幅を0.25％から0.5％に拡大した[712]。
- 21日
  -  日本の長期金利は一時7年5か月ぶりの高水準、0.480%となった[713]。
  -  アメリカ合衆国の商務省は4-6月の経常収支の赤字が2171億ドルと発表した。前年期比9.1%減[714]。
  -  カナダ統計局は11月の物価(CPI)が前年比6.8%上昇と発表した。食品とエネルギーを除くと5.4%増[715]。
- 22日
  -  アメリカ合衆国商務省は7-9月の国民総生産(確報値)が年率変換前期比3.2%増と発表した[716]。
  -  イギリスの統計局は7-9月の国内総生産(確報値)が前期比0.3%減と発表した[717]。
  -  スイスの中央銀行は7-9月の経常収支の黒字が241億スイスフランと発表した[718]。
  -  インドネシアの中央銀行は政策金利を0.25%上げた[719]。
  -  エジプトの中央銀行は政策金利を3%引き上げ、16.75%とした[720]。
- 23日
  -  アメリカ合衆国商務省は11月の個人消費支出が前月比0.1%増と発表した[721]。
  -  日本の総務省は11月の全国消費者物価指数(除く生鮮食品)が前年比3.7%増と発表した。40年11カ月ぶりの伸び。生鮮食品とエネルギーを除くと2.8%増[722]。
  -  トルコリラは対ドルで最安値の18.7ドルとなった[723]。
- 27日 -  日本の総務省は11月の失業率が前月比0.1改善の2.5%と発表した。有効求人倍率は横ばいの1.35倍[724]。
- 29日
  -  インドの中央銀行は7-9月の経常収支が364億ドルの赤字と発表した。10年ぶりの高水準で国内総生産比4.4%[725]。
  -  ベトナムの統計総局は2022年の国内総生産(推定値)が前年比8.02%増と発表した。2011年以降で最高[726]。
- 30日
  -  韓国の統計局は12月の物価(CPI)が5.0%増と発表した。食料品と燃料を除くと4.1%増[727]。
  -  日本の大手5銀行は1月の10年固定住宅ローン金利が平均0.24%増と発表した。約9年半ぶりの高水準[728]。
  -  韓国の韓国不動産院は今週の全国マンション売買需給指数が過去最低(調査開始2012年)と発表した[729]。
  -  韓国の産業通商資源相は2023年1-3月の電気料金を9.5%引き上げると発表した。40年ぶりの上昇率。2022年の韓国電力公社は30兆ウォン以上の赤字の見通し[730]。

## 企業の上場と上場廃止
※株式市場の区分については報道当時のものとした。
- 廃止（東証2部・名証2部）：2月14日 - ニッセイ[731]
- 廃止（東証1部）：2月28日 - グレイステクノロジー[732][733]
- 上場（東証1部）：3月24日（予定） - 住信SBIネット銀行[734]  ※3月7日に新規上場認定取り消し[735]
- 廃止（JASDAQ）：5月6日 - 佐渡汽船 ※みちのりホールディングス傘下入りに伴う上場廃止[736]
- 廃止（東証1部）：6月16日 - アイ・オー・データ機器 ※経営陣による自社買収に伴う子会社化のため上場廃止[737]
- 上場（東証グロース）：6月29日 - マイクロアド[738]
- 廃止（東証スタンダード）：7月27日 - チヨダウーテ ※ ドイツ・クナウフ・インタナショナル社の完全子会社化に伴う上場廃止[739]
- 廃止（東証スタンダード）：8月23日 - テラ ※8月5日に破産申請、即日破産開始決定を受けたことによる上場廃止[740][741]
- 上場（東証グロース）：10月7日 - キューブ[742]
- 上場（東証グロース）：12月14日 - スカイマーク　※2015年3月に一旦上場廃止。7年ぶりに再上場[743][744]
- 上場（東証スタンダード）：12月26日 - ダイワ通信[745]